# Ильина-Какуева, Татьяна Борисовна
Татьяна Борисовна Ильина-Какуева (7 мая 1919, Косино, Московская губерния, РСФСР — 27 сентября 1989, Москва, СССР) — советская театральная актриса, ассистент режиссёра, москвовед и химик.

## Биография
Родилась 7 мая 1919 года в Косине (ныне — в составе Москвы) в старинной купеческой семье. Отец - Борис Ильин-Какуев — профессор и доктор медико-биологических наук. Дед по отцу Иван Захарович Ильин-Какуев (1855-1920) был бухгалтером. Происходил из мещан Напрудной слободы Москвы. В 1899 году был удостоен потомственного почётного гражданства. Прапрадед Григорий Ермилович Полосатов (ок. 1770 -
1852) был московским 3-й гильдии купцом. Приехал в Москву вместе со своей мамой Афимьей Ивановной (ок. 1748 - 1825) и сестрой Татьяной в декабре 1795 года. Торговал сукном. Занимал должности церковного старосты, биржевого маклера (с 1835). Была своя контора в Стряпческом подворье. В 1812 г. пожертвовал 5 000 рублей на нужды войны, за что в 1818 г. был награждён бронзовой медалью.
В конце 1920-х годов её отец был командирован в Казахскую АССР и возглавил кафедру Медицинского института в Алма-Ате, туда же переехала семья вместе с дочерью. Там она окончила школу и в 1941 окончила химический факультет КазГУ, одновременно с этим училась и окончила актёрскую студию при Русском драматическом театре. Являлась также ассистенткой режиссёра и актрисой Детского театра Н. И. Сац во время эвакуации в Казахскую ССР.
В 1950 году приехала в Москву, окончила аспирантуру Физико-химического института имени Карпова, защитила в 1959 году кандидатскую диссертацию и устроилась на работу в НИИ закрытого типа в должности научного сотрудника.
В последние годы своей жизни увлеклась москвоведением и основала краеведческий кружок в Первомайском районе.
В 1975 году ушла на пенсию и устроилась на работу в секцию охраны памятников Московского Дома учёных.
Скончалась 27 сентября 1989 года. Похоронена недалеко от того места, где она родилась — на 7-м участке Николо-Архангельского кладбища.